# Солодков, Алексей Владимирович
Алексей Владимирович Солодков (28 февраля 1898, с. Симоново, Тульская губерния — 13 июля 1943, Орловская область) — советский кинооператор.

## Биография
Родился в 1898 году в селе Симоново Тульской губернии.
Окончил 4-х классное московское городское училище, в 1912—1914 годах работал учеником в аптеке Феррейна.
В сфере кино с 1914 года: начинал учеником, а затем копировщиком в кинолаборатории московского представительства фирмы «Братья Пате».
С ноября 1918 по декабрь 1919 года — кинолаборант в 1-й Госкино-лаборатории фото-кино отдела при СНК РСФСР.
В 1920—1922 годах — в Красной Армии, фотограф Военно-инженерного Управления.
В 1923—1926 годах — оператор на кинофабрике «Пролеткино», в 1927—1930 годах — оператор на кинофабрике «Совкино».
На протяжении 10 лет — в 1930—1940 годах — оператор киностудии «Мосфильм».
В 1935 году за ударную работу награждён Грамотой киностудии «Мосфильм».
С марта 1941 года — оператор Центральной студии кинохроники.
Во время Великой Отечественной войны — фронтовой кинооператор, на фронте с февраля 1942 года. Награждён медалью «За боевые заслуги» (1943).
Снимал сюжеты на Брянском фронте, участвовал в съёмках документальных фильмов «День войны» и «Орловская битва».
13 июля 1943 года при проведении киносъёмки погиб подорвавшись на мине. Похоронен в районе города Новосиль Орловской области.
Награждён Орденом Отечественной войны II степени (12.11.1943; посмертно)

## Фильмография
Оператор художественных фильмов:
- 1925 — Багдадский вор (пародия на американский фильм, фильм считался утраченным, но обнаружен в 1997 году)
- 1926 — Против воли отцов
- 1927 — Приходите завтра (короткометражный)
- 1928 — Светлый город (сохранилась только 4-я часть)
- 1929 — Последний аттракцион
- 1930 — Государственный чиновник
- 1931 — Токарь Алексеев (фильм не сохранился)
- 1934 — Джоу (Сын хозяина земли) (фильм не сохранился)
- 1934 — Хочу жить (фильм не сохранился)
- 1936 — Партийный билет
- 1937 — Юность
- 1939 — Советские патриоты
- 1941 — Парень из тайги